# Leucoma
Leucoma é um gênero de traça pertencente à família Arctiidae.